# Rifugio Puez
Il rifugio Puez (in ladino Utia de Puez, in tedesco Puezhütte) è un rifugio CAI che si trova sopra al paese di Colfosco, in una valletta erbosa ai piedi delle punte del gruppo del Puez, a 2.475 m s.l.m., all'interno del parco naturale Puez-Odle nella provincia autonoma di Bolzano.

## Storia
Il 22 giugno 1889 la sezione ladina del DuÖAV (l'equivalente austriaco del Club Alpino Italiano) inaugurò un ricovero per alpinisti all'Alpe del Puez (Puezalm), che poteva ospitare 14 alpinisti.
Nel 1903 questo ricovero fu trasformato in un rifugio vero e proprio, denominato Puezhütte.
Durante il primo conflitto mondiale il rifugio venne seriamente danneggiato. Nel 1918 venne espropriato alla sezione Ladinia del DuÖAV ed assegnato alla sezione di Bolzano del CAI, che provvide a ripararlo, riaprendolo nel 1934.
L'8 agosto 1982 è stato inaugurato il nuovo rifugio Puez, sorto accanto al vecchio. In totale, tra i due rifugi, sono disponibili 94 posti letto.

## Accessi
Il rifugio è situato nel cuore del Parco Puez-Odle, punto d'incontro dei sentieri provenienti da tutte le valli circostanti. Si può accedere al rifugio Puez attraverso 5 sentieri:
1. da Selva di Val Gardena (1.563 m) per i sentieri n. 14, 16 e 2 passando attraverso la Vallunga (ore 3, difficoltà E (Escursionisti), 855 m di dislivello).
2. da Selva di Val Gardena (1.563 m) per i sentieri n. 14, 16 e 2 seguendo un percorso simile deviando dal n 16; eguali durata, dislivello e difficoltà.
3. da Pedràces (1.330 m) per il sentiero n.6 per il passo Juél (1.725 m) e il vallone d'Antersàss (ore 2,30, difficoltà EE (Escursionisti esperti), dislivello 740 m).
4. da Longiarù (1.898 m) per i sentieri n. 9 e 6 per il vallone d'Antersàss (ore 3, difficoltà EE, dislivello 875 m).
5. da Colfosco (1.645 m) per i sentieri n. 4 e 2 (ore 2,30-3, difficoltà E, dislivello 830 m).

## Ascensioni
Dal rifugio è possibile raggiungere:
- la cima del Piz de Puez (2.913 m) in 1 ora circa, su un sentiero escursionistico;
- Piz Duleda (2.909 m), in 1,5 ore;
- Col della Sonè, (2.634 m, in mezz'ora;
- Sassongher, (2.665 m), in 2 ore;
- Sas de Ciampac, (2.667 m), in 2 ore, attraverso il sentiero n.2;
- Col dala Pieres, (2.784 m)

## Traversate
Dal rifugio si può raggiungere:
- il rifugio Firenze (2.037 m),
  - in 5 ore, passando (ma non superando) la  forcella de Sieles (2.512 m), il  Col dala Pieres (2.751 m) la  forcella dla Piza (2.491 m), superando un dislivello di 450 m in salita e 700 m in discesa.
  - più semplicemente è possibile raggiungere il rifugio in 2 ore, scendendo direttamente dalla  forcella de Sieles (2.512 m)
- il rifugio Gardenaccia, (2.050 m), attraverso il sentiero n.2, successivamente il n.15, in 2 ore
- il rifugio Genova, (2.301 m), attraverso la  forcella della Roa sui sentieri n.2 e n.3, in 4 ore